# Marco Beltrame (scultore)
Marco Beltrame (Venezia, 1640 circa – 1699 circa) è stato uno scultore italiano.

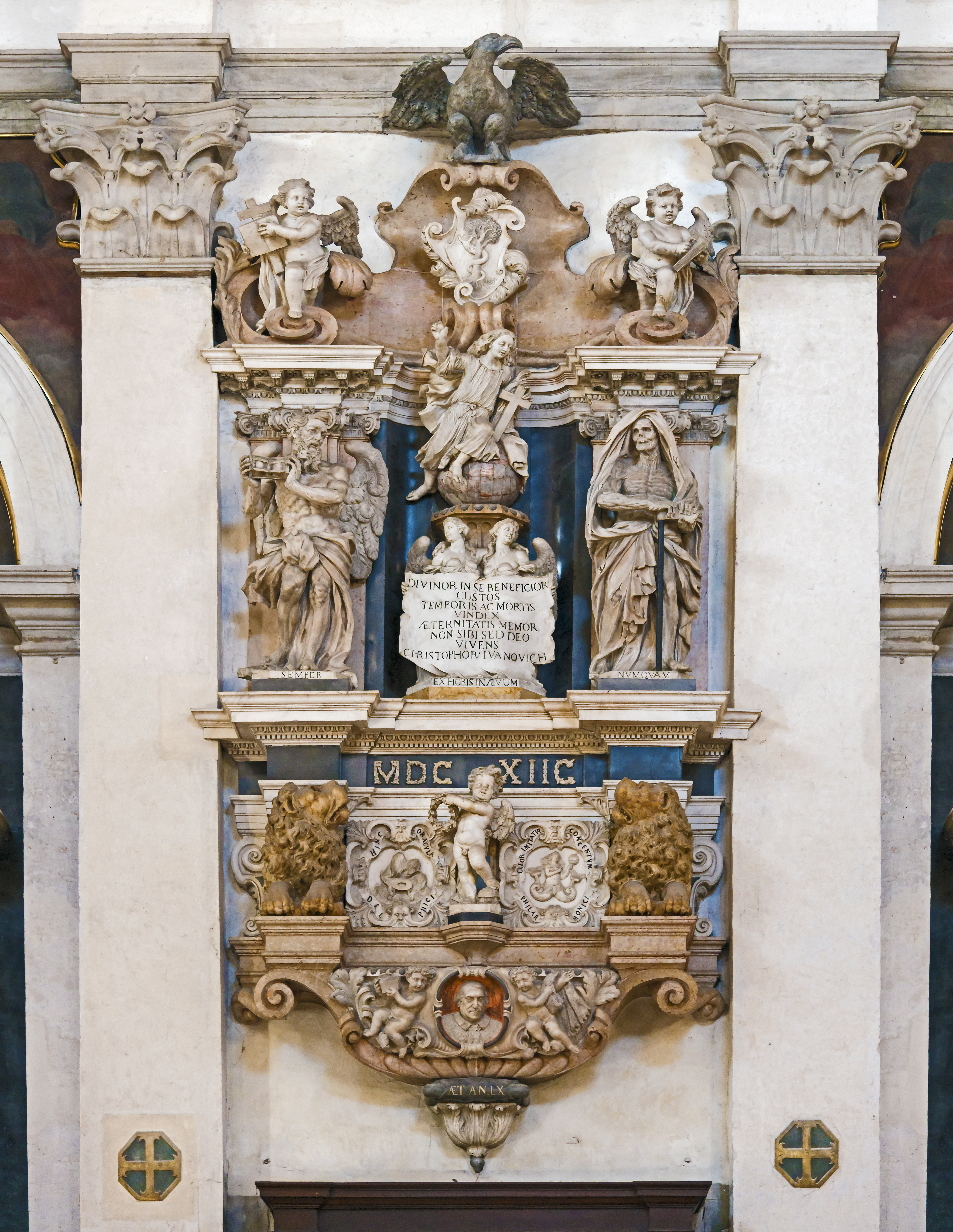
Monumento funerario di Cristoforo Ivanovich.

Attivo nel Barocco. Poco si conosce della vita. 

## Opere
- Monumento funerario di Cristoforo Ivanovich (1688), nella chiesa di San Moisè, a Venezia.[1]